# Elecciones cantonales de Zürich de 2023
Las elecciones cantonales de Zúrich de 2023 se celebraron el 12 de febrero de 2023 en el cantón suizo de Zúrich con el fin de renovar los 180 miembros del Consejo Cantonal y los 7 integrantes del Consejo Ejecutivo para el periodo legislativo 2023–2027. Los comicios se desarrollaron en un contexto de continuidad institucional y con especial atención a la evolución de los partidos ecologistas y conservadores tras los resultados de 2019.

## Antecedentes
El cantón de Zúrich cuenta con un sistema parlamentario en el que el poder ejecutivo reside en un órgano colegiado de siete miembros (el Consejo Ejecutivo o Regierungsrat) y el legislativo en una cámara unicameral (el Consejo Cantonal o Kantonsrat), compuesta por 180 escaños.
Desde las elecciones de 2007, el sistema electoral del Consejo Cantonal se basa en el método de doble proporcionalidad de Pukelsheim (dualer Pukelsheim), diseñado para equilibrar la representación proporcional de los partidos y la distribución por distritos electorales. Este método reduce el impacto de las distorsiones generadas por distritos pequeños y evita la necesidad de votos estratégicos.
Las elecciones de 2019 habían supuesto un notable crecimiento para los partidos ecologistas, en especial Los Verdes y los Verde-Liberales. En cambio, los partidos tradicionales como la Unión Democrática de Centro (SVP), el Partido Socialista Suizo (SP) y los liberales del FDP se mantuvieron estables. La cita electoral de 2023 se planteó como una prueba para confirmar o revertir esa tendencia.

## Sistema electoral
- Consejo Cantonal: los 180 escaños se reparten mediante el método de doble proporcionalidad. Los votantes eligen una lista de partido en su distrito, y los resultados se ajustan proporcionalmente tanto entre partidos como entre distritos.[5]

- Consejo Ejecutivo: sus 7 miembros se eligen por mayoría simple en una única circunscripción cantonal. Cada elector dispone de hasta 7 votos, y resultan electos los siete candidatos con mayor número de sufragios.

## Resultados

### Consejo Cantonal
|  | 24.92 % |

|  | 19.32 % |

|  | 15.86 % |

|  | 12.75 % |

|  | 10.43 % |

|  | 6.03 % |

|  | 3.86 % |

|  | 2.62 % |

|  | 2.15 % |

|  | 1.89 % |

|  | 0.14 % |

|  | 0.02 % |

|  | 0.02 % |

|  | 98.69 % |

|  | 1.31 % |

|  | 100.00 % |

|  | 34.91 % |

### Consejo de Estado
|  | 74.20 % |

|  | 70.02 % |

|  | 68.40 % |

|  | 62.33 % |

|  | 57.22 % |

|  | 56.31 % |

|  | 56.00 % |

|  | 46.43 % |

|  | 41.74 % |

|  | 36.04 % |

|  | 27.03 % |

|  | 23.88 % |

|  | 16.54 % |

|  | 11.02 % |

|  | 10.80 % |

|  | 9.06 % |

|  | 8.42 % |

|  | 6.60 % |

|  | 17.97 % |

|  | 99.15 % |

|  | 0.85 % |

|  | 100.00 % |

|  | 35.79 % |